# Tha Doggfather
Tha Doggfather es el nombre del segundo álbum de estudio del rapero estadounidense Snoop Dogg, publicado por Death Row Records en 1996.

## Lanzamiento
Aunque el álbum debutó en el número uno en la semana del 12 de noviembre de 1996 con más de 478.971 copias vendidas, no se compara con el éxito comercial de Doggystyle. Aun así vale la pena señalar que fue puesto a la venta sólo una semana después de otro disco de la discográfica Death Row, el primer álbum póstumo de Tupac Shakur, The Don Killuminati: The 7 Day Theory, que también debutó en el número uno. Tupac Shakur no era parte del álbum debido a que Snoop había alabado la música de Notorious B.I.G. en los medios de comunicación, lo que provocó  fricciones entre 2Pac y Snoop.

## Lista de canciones
- "Intro"
- "Blueberry" (Feat. Daz Dillinger, Kurupt, Bad Azz & Techniec)
- "Doggfather" (Feat. Charlie Wilson)
- "Gold Rush" (Feat. Kurupt, Bad Azz & Techniec)
- "Groupie" (Feat. Kurupt, Daz Dillinger, Nate Dogg & Warren G)
- "Snoop Bounce" (Feat. Charlie Wilson)
- "Traffic Jam" (Interlude) (Feat. Daz Dillinger & Kurupt)
- "Up Jump Tha Boogie" (Feat. Kurupt, Charlie Wilson & Teena Marie)
- "When I Grow Up" (Interlude)
- "Doggyland"
- "Snoop's Upside Your Head" (Feat. Charlie Wilson)
- "Downtown Assassins" (Feat. Daz Dillinger & Tray Deee)
- "Ride 4 Me" (Interlude)
- "2001"
- "Sixx Minutes"
- "Vapors" (Feat. Charlie Wilson)
- "Outro" (Feat. 2Pac)
- "You Throught" (Feat. Too Short & Soopafly)
- "Freestyle Conversations"
- "Me & My Doggz" (Tear 'Em Off)

### Sencillos
| Título                                              | Posiciones        | Posiciones | Posiciones        | Video Director      |
| Título                                              | Eurochart Hot 100 | UK Top 75  | Australia Top 100 | Video Director      |
| "Doggfather" (featuring Charlie Wilson)             | -                 | #36        | -                 | Joseph Kahn         |
| "Vapors" (featuring Charlie Wilson & Teena Marie)   | -                 | #18        | -                 | Paul Hunter         |
| "Snoop's Upside Ya Head" (featuring Charlie Wilson) | #47               | #12        | #44               | Darius S. Henderson |

### Álbum
|               | Album Charts                         | Album Charts           | Album Charts                   | Album Charts     | Album Charts                      | Sales              | Sales       |
| Billboard 200 | Billboard Year-end Albums Chart 1997 | Top R&B/Hip-Hop Albums | Top R&B/Hip-Hop Albums (cont.) | UK Top 75 Albums | UK Top Selling Artist Albums 1996 | RIAA Certification |             |
| Position      | #1                                   | #43                    | #1                             | #8               | #15                               | #148               | 2x Platinum |
| Date          | 30.11.1996                           | 1997                   | 1996                           | 1997             | 23.11.1996                        | 1996               | 04.02.1997  |

- Datos: Q904117